# Harry Powlett, 6.º Duque de Bolton
O almirante Harry Powlett, 6.º Duque de Bolton PC (6 de novembro de 1720 - 25 de dezembro de 1794), conhecido como Lorde Harry Powlett de 1754 a 1765, foi um nobre e oficial naval britânico.

## Vida pregressa
Powlett foi o segundo filho de Harry Powlett, 4.º Duque de Bolton, com sua esposa, Catherine Parry. 

## Carreira
Ele foi educado no Winchester College (1728–1729). Ele se juntou à Marinha Real e em 4 de março de 1740 foi promovido a tenente a bordo HMS Shrewsbury . Ele foi promovido a capitão do HMS Port Mahon em 15 de julho de 1740 e foi transferido para HMS Oxford em julho de 1741. Enquanto comandava Oxford, em 1744 ele participou da Batalha de Toulon e mais tarde deu provas prejudiciais contra Richard Lestock.
Ele foi transferido para HMS Sandwich em março de 1745, e logo depois para HMS Ruby . Em 11 de abril de 1746, Ruby, com HMS Defiance e HMS Salisbury foi despachado de Plymouth para se juntar à frota de Brest, França. Antes de encontrar a frota sob o comando do almirante William Martin em 22 de maio, ele conseguiu capturar a fragata francesa Embuscade . Foi-lhe dado o comando do HMS Exeter em novembro de 1746 e foi enviado para as Índias Orientais para servir sob o comando do contra-almirante Thomas Griffin e do almirante Edward Boscawen . Ele foi contratado por Boscawen no Cerco de Pondicherry em 1748 para fazer sondagens em Pondicherry, a fim de organizar as disposições do bloqueio naval da cidade.
Ao retornar à Inglaterra em abril de 1750, o capitão Powlett acusou o contra-almirante Griffin de má conduta por não enfrentar oito navios franceses em Cuddalore, uma decisão que foi geralmente impopular entre os capitães de Griffin. Griffin foi considerado culpado de negligência e foi temporariamente suspenso de seu posto. Em resposta, Griffin levou Powlett à corte marcial por acusações que incluíam covardia, das quais Powlett tentou escapar recebendo metade do salário . Enquanto isso, ele entrou na Câmara dos Comuns em 1751 como membro do Parlamento por Christchurch.
Apesar das evasivas de Powlett, ele foi levado à corte marcial em 1 de setembro de 1752, mas foi absolvido porque as acusações de Griffin falharam por falta de provas. O incidente foi sensacional e terminou em 1756 com um duelo entre os dois oficiais em Blackheath . Ele foi nomeado para comandar HMS Somerset em janeiro de 1753.
A rápida ascensão de Powlett à capitania e sua disposição de iniciar um processo de corte marcial contra seus superiores foram resultado de suas conexões familiares. O apoio de seu pai a Walpole o tornou Lorde do Almirantado em 1733, cargo que ele manteve até 1742. Mesmo depois de deixar o Almirantado, as conexões políticas de Bolton permaneceram fortes o suficiente para garantir sua promoção contínua. No entanto, ele aparentemente já havia se tornado uma figura de sátira e acredita-se que tenha inspirado o personagem "Capitão Whiffle" no romance de Smollett de 1748 , As Aventuras de Roderick Random. 

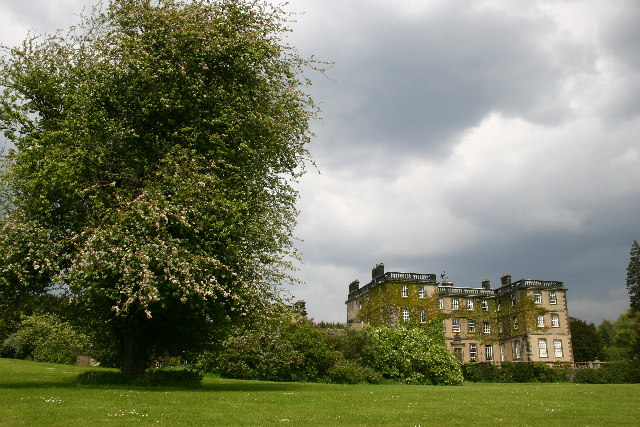
Bolton Hall

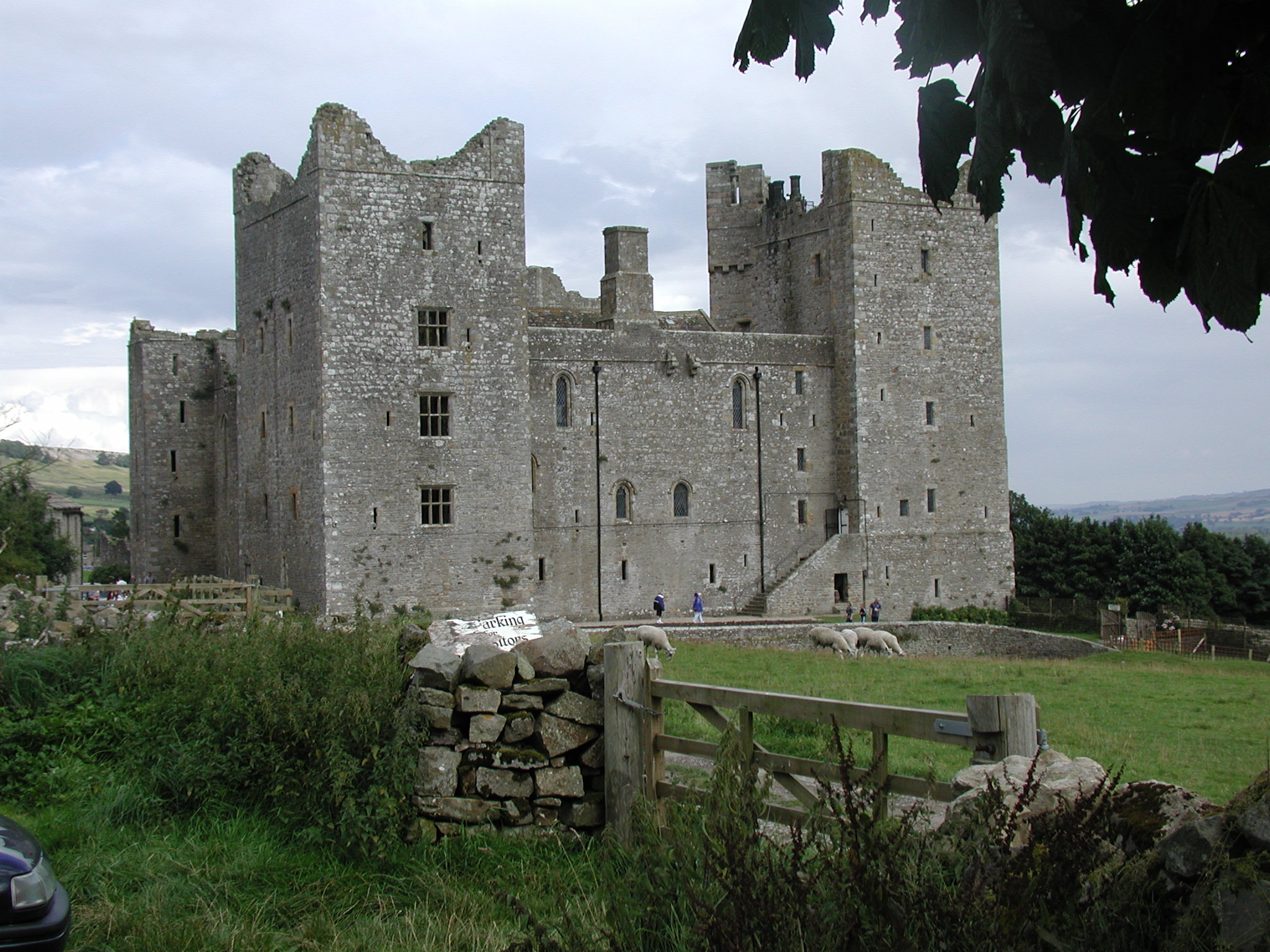
Castelo de Bolton

Em 1754, após a sucessão de seu pai ao Ducado, ele ficou conhecido como Lorde Harry Powlett e substituiu seu irmão mais velho, Charles Powlett, como deputado pelo pequeno distrito da família, Lymington. Ele foi nomeado para comandar HMS Barfleur em 4 de fevereiro de 1755 e fez uma petição ao Duque de Newcastle, então primeiro-ministro, para ser promovido ao posto de almirante, com base no apoio de sua família ao governo. Entretanto, um acidente prejudicial à sua reputação ocorreu logo depois, enquanto atuava com a frota do Almirante Hawke na costa da França. Enviado em 22 de agosto de 1755 para perseguir um navio no sudeste, ele se destacou da frota. Enquanto esperava no encontro em 25 de agosto, o carpinteiro do navio relatou que o poste de popa ' Barfleur estava perigosamente solto, e Powlett retornou a Spithead para reparos. Em outubro de 1755, ele foi levado à corte marcial por ter se separado da frota e retornado ao porto sem justificativa. Ele foi advertido pela primeira acusação e absolvido pela segunda, e o carpinteiro foi demitido por incompetente. No entanto, acreditava-se amplamente que o carpinteiro serviu como bode expiatório, e Powlett posteriormente recebeu o apelido de "Capitão Stern-Post". 
Apesar deste incidente, a influência de Bolton provou ser irresistível, e ele foi promovido a contra-almirante em 4 de junho de 1756 e vice-almirante do White em 14 de fevereiro de 1758. Apesar de suas promoções, os sentimentos ficaram fortemente contra ele, e ele nunca mais recebeu um comando naval, mesmo com a eclosão da Guerra dos Sete Anos, em 1754. Em 1756, Boscawen supostamente solicitou a nomeação de Powlett como seu segundo em comando, mas foi recusado pelo Rei George II, que compartilhava da baixa opinião geral sobre Powlett. Em 1761, ele mudou novamente de distrito eleitoral e foi eleito deputado por Winchester.

## Sucede ao ducado
Como um apoiador morno do governo, Powlett estava intermitentemente em desacordo com George Grenville . Entretanto, ao assumir o ducado em julho de 1765, por meio do suicídio de seu irmão, ele abandonou suas conexões políticas e se tornou um apoiador exclusivo da coroa. Bolton foi empossado no Conselho Privado em 10 de dezembro de 1766. Em 1767, ele recebeu o posto de sinecura de Vice-Almirante de Dorset e Vice-Almirante de Hampshire (ocupado por vários Duques de Bolton) e foi promovido a Almirante do Azul em 18 de outubro de 1770 e Almirante do Branco em 31 de março de 1775.
Em 1778, ele se opôs ao governo sobre a forma como ele lidou com a Guerra da Independência dos Estados Unidos e se juntou ao vice-almirante Bristol na oposição à corte marcial do almirante Keppel. Sua atividade política diminuiu depois de 1780, embora em 1782 tenha sido nomeado governador da Ilha de Wight e lorde-tenente de Hampshire.

## Casamentos e descendência
Powlett casou-se duas vezes:
- Primeiramente em 7 de maio de 1752 para Mary Nunn (falecida em 1764), com quem teve uma filha:
  - Lady Maria Henrietta Powlett (falecida em 30 de março de 1779), esposa de John Montagu, 5.º Conde de Sandwich.
- Em segundo lugar, em 8 de abril de 1765, ele se casou com Katherine Lowther (falecida em 21 de março de 1809), filha de Robert Lowther e irmã de James Lowther, 1.º Conde de Lonsdale, de quem teve duas filhas:
  - Lady Amelia Powlett, morreu solteira
  - Lady Catharine Margaret Powlett (1766 – 17 de junho de 1807), esposa de William Vane, 1.º Duque de Cleveland

## Morte e sucessão

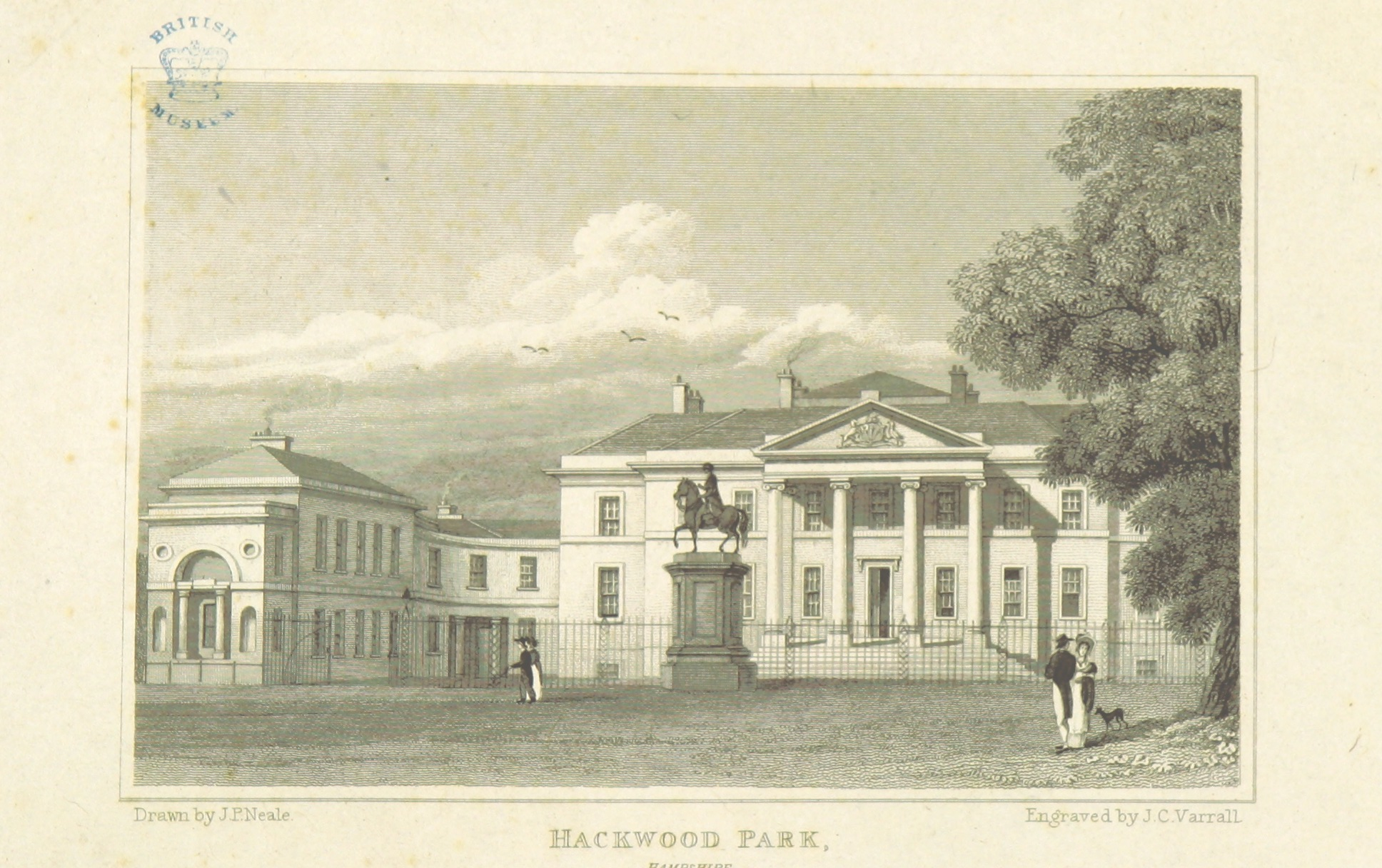
Hackwood Park, Hampshire

Ele morreu em 25 de dezembro de 1794 em Hackwood Park, Winslade, em Hampshire, e foi enterrado em Basing, Hampshire, com um monumento esculpido por John Flaxman RA. 
Depois, devido à falta de descendência masculina, seu ducado foi extinto. Seu primo distante e herdeiro masculino, George Paulet, sucedeu ao Marquesado de Winchester e outros títulos, enquanto suas propriedades de Bolton Hall, Bolton Castle, Hackwood Park e várias outras foram transferidas para a filha natural de seu irmão, Jean Browne-Powlett, esposa de Thomas Orde (mais tarde Thomas Orde-Powlett, 1.º Barão Bolton), que adotou o sobrenome adicional de Powlett.